# Oberkorn
Oberkorn (en luxemburgués: Uewerkuer) es una sección de la comuna de Differdange en Luxemburgo.
El pueblo tiene unos 3.300 habitantes aunque su piscina al aire libre atrae a muchas personas en verano. Hay un gran centro cultural y una antigua torre de agua. El Río Chiers, afluente del Mosa nace en esta localidad.
Depeche Mode compuso un tema instrumental llamado Oberkorn (it's a small town) que apareció como cara B del sencillo The Meaning of Love de 1982. El grupo español OBK toma su nombre como abreviatura de Oberkorn, debido a su admiración por Depeche Mode.
La ciudad posee el récord de temperatura de Luxemburgo, con 41,5 °C registrada el 8 de agosto de 2003, durante la ola de calor en Europa en 2003.
- Datos: Q2010019
- Multimedia: Oberkorn / Q2010019